# DVD-RW

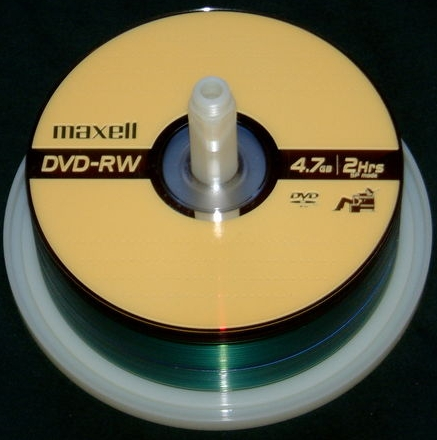
DVD-RW skivor

DVD-RW är en överskrivningsbar DVD skiva. Den har en oftast en lagringskapacitet på 4,7 GB, lika mycket som en DVD-Rskiva. Formatet skapades i november 1999 av Pioneer.
Största fördelen med DVD-RW jämfört med andra format är att den är överskrivningsbar. Man kan alltså lägga till bilder och sen ångra sig och ta bort bilderna. Enligt Pioneer kan man göra detta upp till 1000 gånger.